# Diodia macrophylla
Diodia macrophylla är en måreväxtart som beskrevs av Karl Moritz Schumann. Diodia macrophylla ingår i släktet Diodia och familjen måreväxter. Inga underarter finns listade i Catalogue of Life.